# ChristInnen für den Sozialismus
ChristInnen für den Sozialismus (CfS) (früher: Christen für den Sozialismus) ist eine 1971 in Chile aus einem katholischen Umfeld entstandene ökumenische Bewegung der Befreiungstheologie, die sich für die Vereinbarkeit von Christentum und Sozialismus engagiert. Die Organisation betreibt eine auf der Grundlage basisdemokratischer, marxistischer und befreiungstheologischer Überzeugungen basierende politische Arbeit. Seit 1973 ist CfS in Europa aktiv, namentlich in den Ländern Deutschland, Spanien, Belgien, Dänemark und Schweden.

## CfS in Deutschland

### Verbreitung und Aktivitäten
In Deutschland besitzt die Organisation noch rund zehn Regionalgruppen (von ehemals rund 20 Regionalgruppen), die laut eigenen Angaben wesentlich vom Arbeitskreis Politisches Nachtgebet beeinflusst waren. Aktivitäten sind unter anderem die halbjährlichen Delegiertenkonferenzen sowie Intensivseminare, die meistens jährlich stattfinden. Sie besitzt ein zentrales Büro, das auch für die nationale und internationale Vernetzung zuständig ist. Zudem ist sie Mitglied bei der Initiative Kirche von unten.

### Politische Positionen
Die Organisation sieht sich selbst auf der Seite der Unterdrückten stehend, versehen mit einem Weltbild zwischen christlicher Theologie und Marxismus. Aus diesen beiden Perspektiven wollen sie die Klassengesellschaft überwinden.

### Religiöses Selbstverständnis
Innerhalb der Organisation gibt es bezüglich einer Kooperation mit den christlichen Kirchen unterschiedliche Ansichten. So gibt es Mitglieder, die diese zu verändern versuchen, während andere dies meiden. Die angestrebte materialistische Bibellektüre bezeichnet sie als dem historischen Materialismus und der Perspektive der Armen und Unterdrückten verpflichtet. Des Weiteren wollen die CfS die private Frömmigkeit sowie eine politische Apathie ablegen, um zu einem „progressiven Christentum“ zu gelangen.